# Markus Conrad
Markus Conrad (* 1973 in Villingen-Schwenningen) ist ein deutscher Politiker der CDU. 2003 kandidierte er als Bürgermeisterkandidat in der Verbandsgemeinde Wörrstadt und konnte mit 29 Jahren zum ersten Mal dieses Amt für die CDU gewinnen. 2011 und 2018 wurde Conrad als Bürgermeister der Verbandsgemeinde Wörrstadt bestätigt. Anfang Februar 2019 wählte ihn die CDU auf einem Kreisparteitag einstimmig zum Kandidaten für die Landratswahl am 26. Mai 2019.

## Ausbildung und Beruf
Nach dem Besuch der Grundschule in Wiesbach besuchte Conrad die Orientierungsstufe der Realschule Zweibrücken und danach von 1986 bis 1993 das Hofenfels-Gymnasium Zweibrücken. Er schloss mit dem Abitur ab. Conrad absolvierte 1993 bis 1995 eine Ausbildung zum Reserveoffizier des Truppendienstes der Bundeswehr. Sein derzeitiger Dienstgrad lautet Oberleutnant der Reserve.
Im Anschluss studierte er von 1995 bis 1998 an der Fachhochschule für öffentliche Verwaltung Mayen. Im Sommer 1998 wurde ihm der Titel Diplom-Verwaltungswirt (FH) zuerkannt.
Im Anschluss an sein Studium war Conrad als Sachbearbeiter im Haushalts- und Finanzreferat des rheinland-pfälzischen Ministeriums für Wirtschaft, Verkehr, Landwirtschaft und Weinbau tätig.

## Politik
Im Jahre 1988 trat Conrad in die Junge Union (JU) ein. Von 1990 bis 1992 übte er das Amt des Ortsvorsitzenden der JU Wiesbach aus. 1997 bis 1999 fungierte Conrad als Gemeindeverbandsvorsitzender der JU Ramstein-Miesenbach, von 1998 bis 2000 an zusätzlich als Beigeordneter im Bezirksverband. Den Vorsitz des JU-Kreisverbandes Alzey-Worms übernahm er 1999. Dieses Amt hatte er über zwei Wahlperioden bis 2004 inne.
In der CDU übernahm er 2001 das Amt des Schatzmeisters des CDU-Ortsverbandes Wörrstadt. Von 2002 bis 2004 war er Schriftführer des Gemeindeverbandes Wörrstadt. In den CDU-Landesvorstand zog der Politiker im Jahre 2003 als Beisitzer ein. Seit 2006 ist Conrad stellvertretender Vorsitzender des CDU-Kreisverbandes Alzey-Worms.
Des Weiteren gehört er seit 2004 dem Kreistag Alzey-Worms an, indem er von 2007 bis 2014 stellvertretender Vorsitzender der CDU-Kreistagsfraktion war. Seit 2014 ist er Vorsitzender der Fraktion. Im Jahr 2015 wurde Conrad von den vier rheinhessischen CDU-Kreisverbänden Mainz, Mainz-Bingen, Worms und Alzey-Worms zum Leiter der CDU-Arbeitsgruppe für die Region Rheinhessen benannt.
Seit Juli 2003 ist der Christdemokrat direkt gewählter Bürgermeister der Verbandsgemeinde Wörrstadt.
Für die Wahl des Landrats im Landkreis Alzey-Worms am 26. Mai 2019 kandidierte er für die CDU und erreichte die Stichwahl, die er am 16. Juni 2019 mit einem Stimmenanteil von 49,0 % gegen den SPD-Kandidaten Heiko Sippel knapp verloren hat.

## Persönliches
Conrad ist verheiratet und hat drei Kinder. Mit seiner Familie wohnt er im rheinhessischen Armsheim.